# Solella de les Vinyes
La Solella de les Vinyes és una solana del terme municipal de Sant Quirze Safaja, a la comarca del Moianès.
És en el sector nord-occidental del terme, en el vessant sud-est de la Serra de les Vinyes, damunt i al nord-oest del torrent de les Vinyes